# Pietrapaola
Pietrapaola è un comune italiano di 999 abitanti della provincia di Cosenza in Calabria. 
L'abitato si sviluppa sulle ultime pendici della Sila Greca, lungo un pendio posto alla destra del fiume Trionto. Separata dal nucleo originario sorge a 6 metri di altitudine, nella frazione Camigliano, Pietrapaola Marina, apprezzata località  balneare del Basso Ionio Cosentino.

## Storia
Pietrapaola è un piccolo paese, il cui territorio si estende dal Mar Ionio alla Presila, di probabile origine brettia, etnia italica dedita prevalentemente alla guerra, alla pastorizia e all'agricoltura. Non è chiara l'origine del toponimo: secondo alcuni deriverebbe dai nomi dei santi Pietro e Paolo, secondo altri da pietra (in riferimento alla imponente rupe nota come “Timpa del Castello” che sovrasta il capoluogo) e dal cognomen della famiglia latina Paula, che avrebbe avuto in proprietà la zona.
Il paese di presenta come una struttura fortificata, vera e propria piazzaforte affacciata sullo Ionio ed arroccata attorno ad una rupe detta “Castello”. Nel territorio sono presenti tracce di antichi insediamenti di epoca incerta, tra cui alcune grotte sul monte Orgia, probabili avanzi di una necropoli, e resti di mura di età classica in contrada San Martino. A poca distanza dall'abitato si trova un'importante cinta muraria risalente ai secoli IV – III a.C. detta “Muraglie di Annibale”, che consente di spiegare con precisione quale fosse il modello difensivo che prevedeva l'organizzazione territoriale brettia, la quale controllava l'arco costiero meridionale che dalla località Castiglione di Paludi si estendeva fino alla località Murge del comune di Strongoli. Sono presenti anche ritrovamenti di alcune monete e ceramiche elleniche. Si presume che nel confine tra Pietrapaola e Caloveto ci sia la presenza della Quarta Sybaris, creata forse dai soldati che ritornarono dalla Battaglia di Nika verso Sybaris.
Quasi assenti sono le testimonianze fino al 1269, anno in cui il feudo di Pietrapaola venne concesso prima al milite francese Elia de Gant e successivamente a Elia de Tuello. 
Nel 1325 il paese esisteva con il nome di Castrum Petrapaule (Κάστρον Πετροπαύλου, Kàstron Petropàulon). 
A partire dal XIV secolo il territorio di Pietrapaola appare particolarmente florido dal punto di vista economico. Dal 1413, anno in cui la signoria di Pietrapaola passò al cosentino Ruggero Britti, si susseguirono diversi feudatari: ne ebbero possesso i Guindazzo (1471), i Cavaniglia (1480) e i Sanseverino (1484).
Il 7 novembre 1500 il Principe di Rossano, Giovan Battista Marzano, nomina il nobile Bernardino de Leonardis Capitaneum Nostrum a Baroniae Nostrae Petrapaule. Tuttavia, a seguito della seconda congiura dei baroni, la baronìa passò a Ferrante D'Aragona, figlio naturale di Ferrante I di Napoli. 
Nel 1561 ne entra in possesso il Duca di Montalto e successivamente Don Vincenzo Ruffo, Principe di Scilla. 
Nel 1616 ad acquisire il possesso è Giovanna Ruffo, ed in seguito venne venduta ai Mandatoriccio, la cui ultima erede Vittoria (figlia di Francesco Mandatoriccio) sposò nel 1676 un appartenente della famiglia Sambiase, ultimi intestatari fino all'abolizione della feudalità nel 1806. I Sambiase diedero grande impulso all'economia e all'artigianato con l'allevamento di pregiate mandrie di cavalli, allevati nelle immense distese boschive del territorio, e la confezione di doghe e barili, vendute nel mercato pugliese.
Dal 1928 al 1934 fu aggregata al comune di Mandatoriccio.

### Simboli
Lo stemma e il gonfalone del comune di Pietrapaola sono stati concessi con decreto del Presidente della Repubblica del 19 ottobre 2011, a seguito della pratica istruita dal consiglio comunale:
Al suo interno sono presenti tre massi, a simboleggiare la Rupe del Castello, ai quali sono associate due stelle, simbolo religioso posto a significare la luce che guida ed illumina il cammino, e due mani appalmate, aperte e pronte a donare, a lavorare ed aiutare.
Il gonfalone municipale è un drappo giallo con la bordatura verde.

## Monumenti e luoghi d'interesse
Il territorio di Pietrapaola è caratterizzato dalla particolare presenza di grotte e di numerosi monumenti rupestri, che rendono unico il paesaggio. Il borgo antico è sovrastato da due rupi: la prima, la "Rupe del Salvatore", conserva una splendida testimonianza di arte rupestre all'interno della Grotta del Principe, accessibile solo su gradini scavati nella viva roccia e da cui si può scorgere una splendida vista del paese; la seconda, detta "Timpa del Castello", era utilizzata probabilmente al suo interno come antica fortezza baronale. Inoltre tra le vie del borgo antico si possono visitare:
- l'Arco del Colonnello, una delle principali porte d'ingresso del paese;
- la Chiesa di Santa Maria delle Grazie, di origine medievale, la quale conserva pregevoli testimonianze degli artigiani dell'epoca nel rosone e nell'Arco del Cimitero, dove sono presenti alcune epigrafi a ricordo dei saccheggi e delle devastazioni turche (una di queste risalente al 1644);
- le Muraglie di Annibale, circuito difensivo brettio risalente tra il IV e il III secolo a.C., costruito con blocchi di conglomerato locale non squadrati, le quali in alcuni tratti raggiungono un'altezza di tre metri da terra. Si trovano fuori dal paese e sono di notevole interesse archeologico;
- la fontana Freschia, situata al centro del paese, presenta una struttura in muratura bianca con due mascheroni dai quali fuoriesce l'acqua;
- la fontana Maio, di poco fuori dal paese, si presenta come una piccola sorgente d'acqua immersa in un ampio spazio verde.

## Società

### Evoluzione demografica
Abitanti censiti

### Geografia antropica
La popolazione risiede principalmente nella frazione Camigliano, che prende il nome di Marina di Pietrapaola (conosciuta anche come Pietrapaola Marina, Pietrapaola Scalo o, più semplicemente, Pietrapaola Mare), la quale è il fulcro delle attività economiche del paese. Il centro abitato, costruito a partire dagli anni '60, è nato attorno al tratto della Strada statale 106 Jonica e della Ferrovia Jonica che ricade nel territorio comunale di Pietrapaola in seguito al progressivo trasferimento della popolazione nella zona marina e al conseguente spopolamento del centro storico, che al 1º gennaio 2021 contava circa 110 abitanti.

## Economia
Pietrapaola ha una superficie vasta che comprende sia il territorio montano (corrispondente al centro storico) sia marino (corrispondente alla popolosa frazione Camigliano). Questa differenza si rispecchia anche in campo economico: nel territorio montano l'attività prevalente è l'agricoltura, con la presenza di aziende agricole che si occupano della produzione di vino, cereali, agrumi e olio e di allevamenti di bestiame. Nella zona marina invece è molto sviluppato il settore turistico (attivo soprattutto nel periodo estivo, durante il quale si raggiungono le 15.000 presenze), caratterizzato dalla presenza di strutture ricettive e di una grande quantità di appartamenti. Da segnalare inoltre le attività artigianali, in particolare quelle legate alla lavorazione del legno e del ferro battuto.

## Amministrazione
| Periodo | Periodo   | Primo cittadino      | Partito                                                | Carica                    | Note |
| ------- | --------- | -------------------- | ------------------------------------------------------ | ------------------------- | ---- |
| 1946    | 1952      | Francesco Passavanti | Democrazia Cristiana                                   | sindaco                   |      |
| 1952    | 1956      | Giovanni Urso        | Democrazia Cristiana                                   | sindaco                   |      |
| 1956    | 1960      | Francesco Passavanti | Democrazia Cristiana                                   | sindaco                   |      |
| 1961    | 1970      | Giovanni Urso        | Democrazia Cristiana                                   | sindaco                   |      |
| 1970    | 1972      | Francesco Passavanti | Democrazia Cristiana                                   | sindaco                   |      |
| 1972    | 1982      | Francesco Mazziotti  | Partito Socialista Italiano                            | sindaco                   |      |
| 1983    | 1985      | Michele Longo        | Democrazia Cristiana                                   | sindaco                   |      |
| 1985    | 1990      | Matteo De Luca       | Partito Socialista Italiano-Partito Comunista Italiano | sindaco                   |      |
| 1990    | 1993      | Luciano Pugliese     | Democrazia Cristiana                                   | sindaco                   |      |
| 1993    |           | Emanuela Greco       |                                                        | commissario straordinario |      |
| 1993    | 1996      | Luciano Pugliese     | Partito Popolare Italiano-Democrazia Cristiana         | sindaco                   |      |
| 1996    | 1997      | Carolina Ippolito    |                                                        | commissario prefettizio   |      |
| 1997    | 2002      | Matteo De Luca       | Socialisti Italiani-Partito Democratico della Sinistra | sindaco                   |      |
| 2002    | 2007      | Giandomenico Ventura | Forza Italia                                           | sindaco                   |      |
| 2007    | 2012      | Giandomenico Ventura | Lista civica Insieme per crescere                      | sindaco                   |      |
| 2012    | 2017      | Luciano Pugliese     | Lista civica L'altra Pietrapaola                       | sindaco                   |      |
| 2017    |           | Alberto Grassia      |                                                        | commissario prefettizio   |      |
| 2017    | 2020      | Pietro Nigro         | Lista civica Pietrapaola nuova                         | sindaco                   |      |
| 2020    |           | Umberto Campini      |                                                        | commissario prefettizio   |      |
| 2020    | 2022      | Pietro Nigro         | Lista civica Pietrapaola nuova                         | sindaco                   |      |
| 2022    | in carica | Manuela Labonia      | Lista civica Tradizione e futuro                       | sindaco                   |      |

### Gemellaggi
- Warstein, dal 2001

## Cultura

### Arte contemporanea
Dal 2013 è attivo il progetto di residenze artistiche "Abracalabra" fondato da Daniel Kemény, ha ospitato fino al 2019 circa 35 artisti. Alcuni hanno realizzato delle opere d'arte nello spazio pubblico del centro storico: in piazza S. Demetrio è stata realizzata una scultura di Lego incastonati in un muro dall'artista Jan Vormann, mentre in via Roma troviamo delle poesie scritte dalla filosofa Marion Renauld.

### Cinema e media
- Sòne (2020): documentario di Daniel Kemény prodotto da Cinédokké. È stato girato interamente a Pietrapaola con i suoi abitanti nell'arco di 6 anni. Presentato nel 2020 al Visions du Reél di Nyon, ha vinto il premio per miglior documentario al Apricot Tree Ujan International Documentary Film Festival. Ha poi ricevuto la menzione speciale alle Giornate del cinema svizzero di Soletta nel 2021.[7]
- Il monaco che vinse l'Apocalisse (2024): film di Jordan River ispirato alla figura di Gioacchino da Fiore. Alcune riprese sono state girate a Pietrapaola, all'interno della Grotta del Principe[8].

## Sport

### Calcio
La squadra di calcio locale era la Nuova Pietrapaola Calcio. Rifondata più volte nel corso del tempo (l'ultima nel 2017), ha militato in Terza Categoria per due stagione prima di sciogliersi. I colori sociali erano il giallo e il verde e disputava le partite casalinghe presso lo Stadio comunale "Nicola Rizzo".